# 鍾山県
鍾山県（しょうざん-けん）は中華人民共和国広西チワン族自治区賀州市に位置する県。

## 行政区画
- 鎮:鍾山鎮、回竜鎮、石竜鎮、鳳翔鎮、珊瑚鎮、同古鎮、公安鎮、清塘鎮、燕塘鎮、紅花鎮
- 民族郷:花山ヤオ族郷、両安ヤオ族郷